# Canton de Marseille-La Pointe-Rouge
Le canton de Marseille-La Pointe-Rouge est une ancienne division administrative française située dans le département des Bouches-du-Rhône, dans l'arrondissement de Marseille. Ancien canton de Marseille XX A, créé en 1982.

## Composition
Le canton de Marseille-La Pointe-Rouge se composait d’une fraction de la commune de Marseille. Il comptait 31 142 habitants (population municipale) au 1er janvier 2012.
| Nom                   | Code Insee | Intercommunalité                   | Population (dernière pop. légale)                |
| --------------------- | ---------- | ---------------------------------- | ------------------------------------------------ |
| Marseille (chef-lieu) | 13055      | Métropole d'Aix-Marseille-Provence | Fraction : 31 142(2012) Commune : 862 211 (2016) |

Quartiers et lieux de Marseille inclus dans le canton (une partie du 8e arrondissement) :
- Sainte-Anne
- Bonneveine
- Vieille Chapelle, Lapin Blanc, La Serane, Les Gatons
- La Pointe Rouge
- Marseilleveyre
- Roy d'Espagne
- Montredon, La Madrague de Montredon
- Grotte Rolland, Le Fortin
- Samena, L'Escalette
- Les Goudes
- Cap Croisette
- Callelongue

## Représentation
| Période                                  | Période      | Identité                  | Étiquette   | Qualité |
| ---------------------------------------- | ------------ | ------------------------- | ----------- | --- |
| 1982                                     | 1987 (décès) | André Mattéi (1938-1987)  | RPR         | Professeur de médecine, Marseille                                                                                                  |
| 1987                                     | 2001         | Robert Assante            | UDF-DL      | Commercial Conseiller municipal de Marseille Suppléant du député Dominique Tian (1997-2007) puis du député Roland Blum (2007-2012) |
| 2001                                     | 2015         | Richard Miron (1956-2022) | DL puis UMP | Adjoint au maire de Marseille (Sports) Suppléant du député Dominique Tian (2007-2012)                                              |
| Les données manquantes sont à compléter. |              |                           |             | |

## 2 photos du canton
|  |  |

## Démographie
| 1982 | 1990   | 1999   | 2006   | 2011   | 2012   |
| ---- | ------ | ------ | ------ | ------ | ------ |
| -    | 49 197 | 47 674 | 31 403 | 30 800 | 31 142 |